# Vokabel
Mit Vokabel (von lat. vocabulum ‚Benennung‘) wird ein einzelnes Wort einer Sprache bezeichnet – insbesondere das einer fremden Sprache, wenn es mit dem entsprechenden deutschen Wort gelernt wird – oder allgemeiner ein Ausdruck.

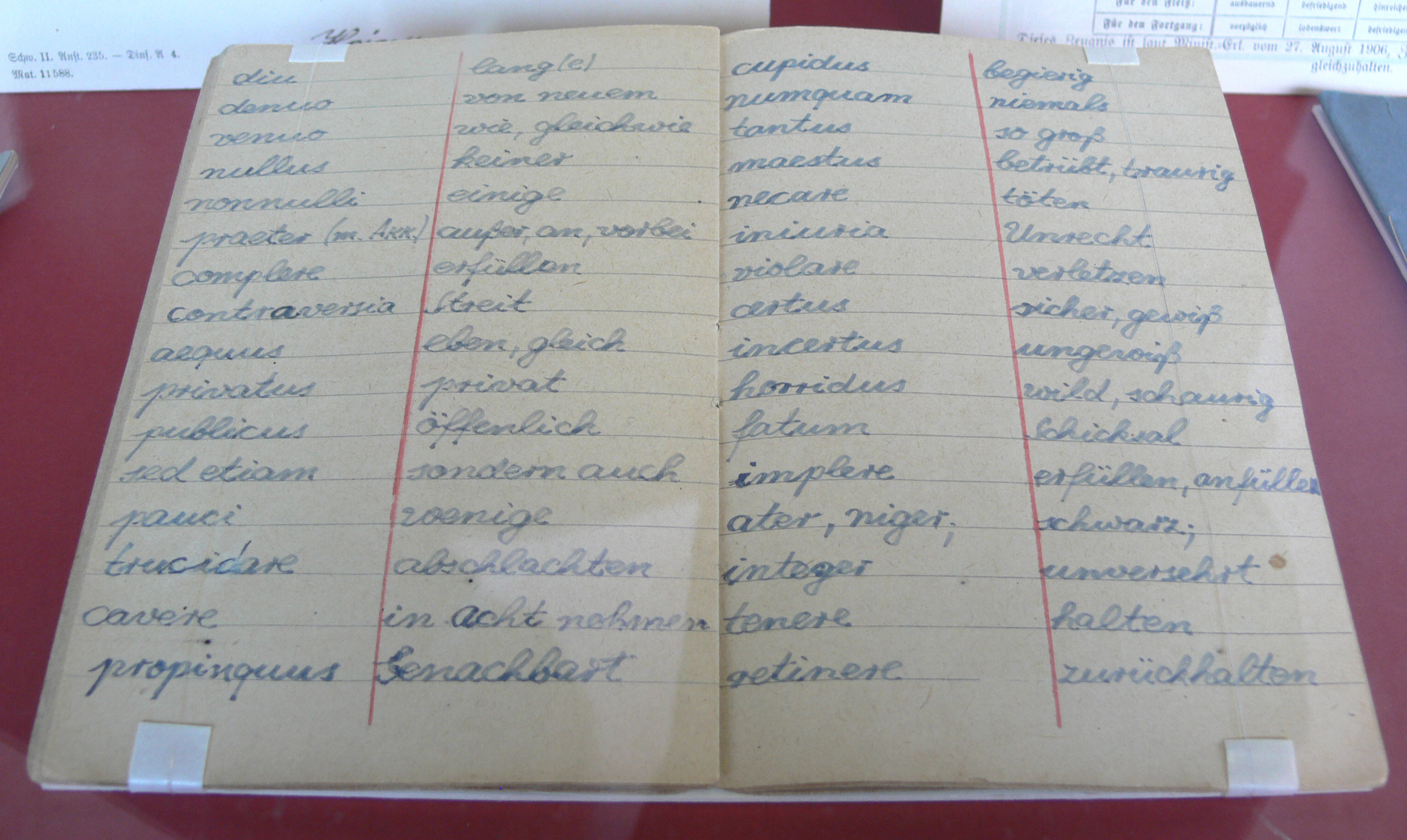
Vokabelheft für den Lateinunterricht

Beim Erlernen einer Fremdsprache wird die Bedeutung einer Vokabel oder eines Vokabels – dieses Wort ist im bundesdeutschen Hochdeutsch und im Schweizer Hochdeutsch nur Femininum, im österreichischen Hochdeutsch auch Neutrum (nach dem lateinischen Herkunftswort vocabulum, n.) – meist durch entsprechende Wörter der eigenen Sprache angegeben, oft auch in ein Heft eingetragen.
Nicht selten zeigt sich, dass verschiedene Vokabeln eine ähnliche Bedeutung haben können und dass verschiedene Bedeutungen einen nach Laut- oder Buchstabenfolge gleichen Ausdruck haben können. Zum Nachschlagen dieser Unterschiede und Ähnlichkeiten von Vokabeln ist ein Wörterbuch nützlich.
Man lernt eine Sprache nicht kennen, ohne deren Vokabeln kennenzulernen. Dabei hilft es, Vokabeln, die man noch nicht kennt, zu lernen, um sich einen umfangreichen Wortschatz anzueignen. Der Grundwortschatz einer Sprache erfordert meist die Kenntnis von rund 2000 Vokabeln.

## Vokabeln erlernen
Fremdsprachige Vokabeln lassen sich auf unterschiedliche Weise lernen. Besonders interessant ist natürlich das Gespräch in der anderen Sprache mit anderen, die nebenbei grobe und auch feine Unterschiede zeigen und erläutern können.
Daneben sind eine Reihe weiterer Methoden gebräuchlich, beispielsweise
- ein lautes wiederholtes Lesen,
- das Führen eines Vokabelheftes,
- das Memorieren der Worteinträge,
- das Abfragen durch eine zweite Person,
- das Anlegen einer eigenen Lernkartei,
- ein computergestützter Vokabeltrainer,
- eine Mnemotechnik wie die Schlüsselwortmethode.

Die Bedeutung fremdsprachlicher Ausdrücke zu kennen, macht alleine jedoch noch nicht die Beherrschung einer Fremdsprache aus, da Sprache in Sätzen und in Kontexten funktioniert; Sätze werden nach Regeln der spracheigenen Grammatik gebildet, Kontexte ergeben sich meist erst aus den Handlungszusammenhängen der jeweiligen Situation. Allein beim Lernen von Vokabeln lernt man eine Sprache nicht kennen.